# Georges-Fernand Widal
Georges-Fernand-Isidor Widal (Dellys, 9 marzo 1862 – Parigi, 14 gennaio 1929) è stato un medico e batteriologo francese.

## Biografia
Dal 1886 al 1888 lavorò presso la facoltà di anatomia patologica e due anni dopo si occupò di un corso di batteriologia nel laboratorio del professor Victor André Cornil (1837-1908). Nel 1895 fu nominato medico di visita agli ospedali di Parigi e nel 1904 diventò un istruttore presso la facoltà di medicina. Nel 1905 divenne medico presso l'Hôpital Cochin, e inoltre fu responsabile delle cliniche mediche.
Widal è autore di una notevole serie di saggi sulle malattie infettive, erisipela, malattie del cuore, del fegato, del sistema nervoso, ecc., Oltre ad essere un prolifico contributore di varie riviste mediche e enciclopedie, il suo nome è associato al Test di Widal, un test diagnostico per la febbre tifoide e con l'ematologo Georges Hayem (1841-1933) descrisse l'anemia emolitica acquisita, una malattia storicamente denominata "sindrome di Hayem-Widal".

## Opere
- Etude sur l'infection puerpérale, 1889.
- La cure de déchloruration dans le mal de Bright, 1906.
- Maladies des veines et des lymphatiques, 1911.
- Nouveau traité de médicine, 22 Vols., 1923 (con Georges Henri Roger, Pierre Joseph Teissier).